# Goldie Hawn
Goldie Studlendgehawn, dite Goldie Hawn, est une actrice, productrice et réalisatrice américaine née le 21 novembre 1945 à Washington, aux (États-Unis).
Elle connaît la gloire sur le programme de la NBC avec la comédie Rowan & Martin Laugh-In (1968-1970) avant de recevoir l'Oscar de la meilleure actrice dans un second rôle et le Golden Globe Award de la meilleure actrice dans un second rôle pour sa performance dans Fleur de cactus (1969).

## Biographie

### Jeunesse et formation
Goldie Jean Studlendgehawn naît à Washington aux États-Unis. Sa mère est Laura Steinhoff (1913-1993), de confession juive et d'origine hongroise, propriétaire d'un magasin de bijoux et d'une école de danse, et son père, Edward Rutledge Hawn (1908-1982), de confession presbytérienne et d'origine allemande et anglaise, un musicien qui jouait dans un groupe reconnu à Washington. Son parcours de vie la mène à étudier d'autres religions comme le bouddhisme et elle se reconnaît aujourd'hui comme multiconfessionnelle. Elle tient son prénom de sa tante maternelle qui a élevé sa mère devenue précocement orpheline.
Elle grandit à Takoma Park (Maryland), une banlieue de Washington où elle apprend la danse dès l'âge de trois ans. Toute jeune, elle participe à des ballets dans les années 1950 et apparaît sur scène dans une pièce de théâtre en 1964 en jouant Juliette dans Roméo et Juliette au festival Shakespeare de Virginie. C'est à cette date qu'elle abandonne les études universitaires pour se lancer totalement dans la danse et la comédie avec succès.

### Carrière hollywoodienne
Pendant une trentaine d'années, Goldie Hawn reste populaire et en tête des box-offices. Sa pétulance, son dynamisme ou sa sensibilité s'invitent à chacune de ses apparitions cinématographiques. Elle joue dans des films comme Une fille dans ma soupe (There's a Girl in My Soup, 1970), Libres sont les papillons (Butterflies are free, 1972), Sugarland Express (1974), Shampoo (1975), Drôle d'embrouille (Foul Play, 1978) , Comme au bon vieux temps (Seems Like Old Times, 1980), et La Bidasse (Private Benjamin, 1980) pour lequel elle est nommée pour le prix de l'Académie de la meilleure actrice dans le rôle titre. 
Par la suite, elle s'illustre dans des rôles principaux dans les films comme Un Couple à la mer (Overboard, 1987), Comme un oiseau sur la branche (Bird on a Wire, 1990), La Mort vous va si bien (Death Becomes Her, 1992), La Maîtresse de maison (Housesitter, 1992), Le Club des ex (The First Wives Club, 1996) ou Sex fans des Sixties (Banger Sisters, 2002). 
Elle a produit certains de ses films au cinéma ou à la télévision, comme La Bidasse en 1980 ou The Matthew Shepard Story en 2002, et est la réalisatrice de Hope à la télévision en 1997. En près de cinquante ans de carrière, elle additionne trente-cinq films, majoritairement des comédies et des romances, et sept nominations pour des prix d'interprétation dont un Oscar et un Golden Globe Award la couronnent.  
En 2012, elle est choisie pour interpréter le rôle principal dans un projet de série télévisée, The Viagra Diaries, mais elle se révèle extrêmement capricieuse, notamment sur le choix de ses co-stars, le projet a donc pris du retard et la décision est finalement prise, officiellement d'un commun accord, de se séparer d'elle et de trouver une nouvelle actrice. 
Après une pause de quinze ans, Goldie Hawn fait son retour dans Larguées (Snatched, 2017).

### Vie privée
En janvier 1985, à l'âge de 39 ans, elle apparaît en bas résille sur la couverture du magazine Playboy.
Elle se marie au danseur Gus Trikonis en 1969, au musicien Bill Hudson en 1976, elle a eu également une relation avec le comédien franco-suisse Yves Rénier. C'est grâce à ce dernier qu'elle va rencontrer l'acteur Kurt Russell avec qui elle est en couple depuis 1983, ils ont eu un fils, Wyatt Russell, né en 1986. Elle est en outre la mère de l'actrice Kate Hudson et de l'acteur Oliver Hudson, issus de son mariage avec Bill Hudson. Elle est grand-mère de six petits-enfants.

### Engagements
Goldie Hawn est engagée dans plusieurs mouvements humanitaires ou caritatifs, notamment contre le sida ou pour la communauté homosexuelle LGBT.
En 2003, elle crée la Fondation Hawn qui aide les enfants défavorisés ou en difficultés avec un programme de recherches cognitives intitulé MindUP,.

## Filmographie

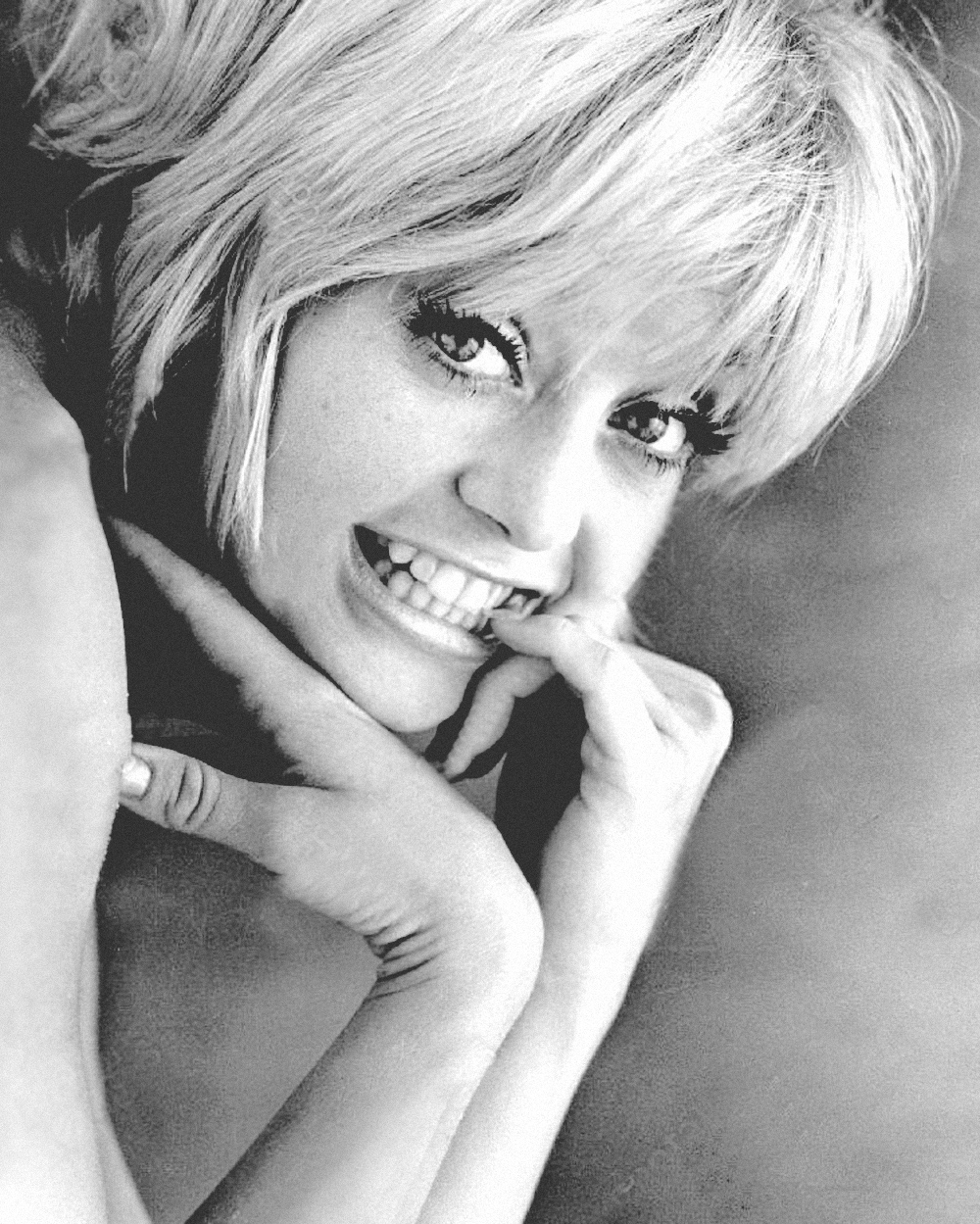
Dans Fleur de cactus, 1970

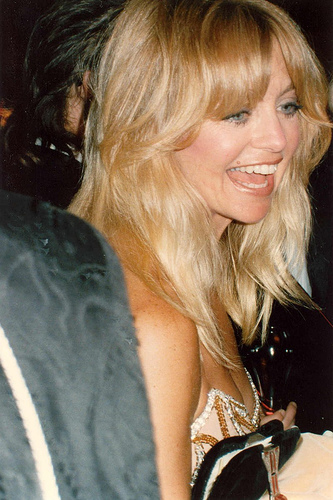
Goldie Hawn en 1989

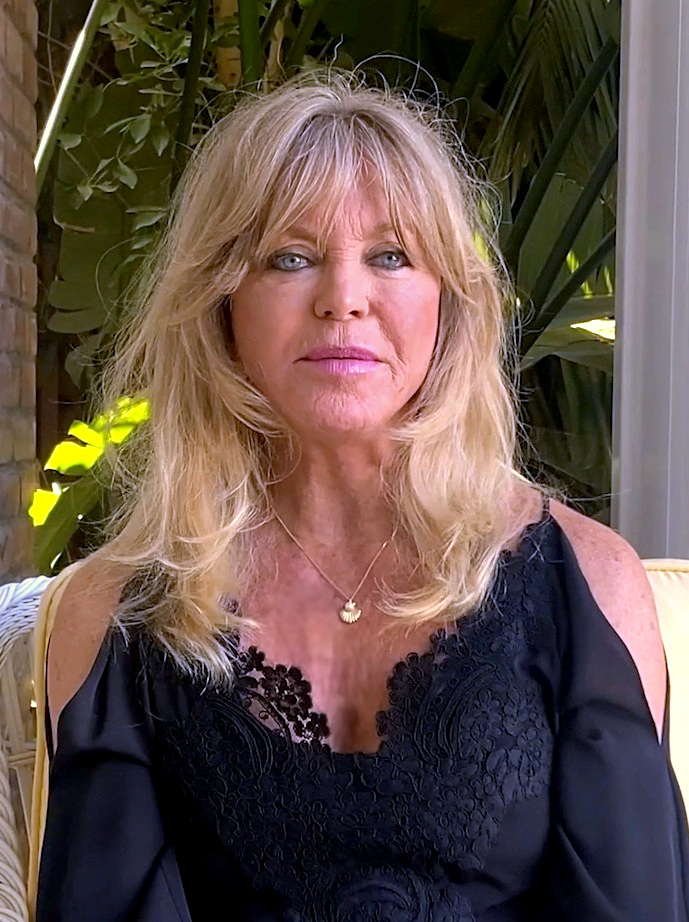
Hawn en 2021

### Actrice
- 1967 : Good Morning, World (série télévisée) : Sandy Kramer
- 1968 : The One and Only, Genuine, Original Family Band de Michael O'Herlihy : Giggly Girl
- 1968 : Rowan & Martin's Laugh-In (série télévisée) : participante régulière (1968-1970)
- 1969 : Fleur de cactus (Cactus Flower) de Gene Saks : Toni Simmons
- 1970 : Une fille dans ma soupe (There's a Girl in My Soup) de Roy Boulting: Marion
- 1971 : Dollars de Richard Brooks : Dawn Divine
- 1972 : Libres sont les papillons (Butterflies Are Free) de Milton Katselas : Jill Tanner
- 1974 : The Girl from Petrovka de Robert Ellis Miller : Oktyabrina
- 1974 : Sugarland Express (The Sugarland Express) de Steven Spielberg : Lou Jean Popl
- 1975 : Shampoo d'Hal Ashby : Jill
- 1976 : La Duchesse et le Truand (The Duchess and the Dirtwater Fox), de Melvin Frank : Amanda Quaid / Duchesse Swansbury
- 1978 : Drôle d'embrouille (Foul Play) de Colin Higgins : Gloria Mundy
- 1979 : Voyage avec Anita (Viaggio con Anita) de Mario Monicelli : Anita
- 1980 : La Bidasse (Private Benjamin) de Howard Zieff : Judy Benjamin / Goodman
- 1980 : Comme au bon vieux temps de Jay Sandrich : Glenda Gardenia Parks
- 1982 : Best Friends de Norman Jewison : Paula McCullen
- 1984 : Swing Shift de Jonathan Demme : Kay Walsh
- 1984 : Protocol de Jack Bender de Herbert Ross : Sunny Davis
- 1986 : Femme de choc (Wildcats) : Molly McGrath
- 1987 : Un couple à la mer (Overboard) de Michael Ritchie : Joanna Stayton / Annie Proffitt
- 1990 : Comme un oiseau sur la branche (Bird on a Wire) de John Badham : Marianne Graves
- 1991 : Trahie (Deceived) de Damian Harris : Adrienne Saunders
- 1992 : CrissCross de Chris Menges : Tracy Cross
- 1992 : Fais comme chez toi ! (HouseSitter) de Frank Oz : Gwen Phillips
- 1992 : La mort vous va si bien (Death Becomes Her) de Robert Zemeckis : Helen Sharp
- 1996 : Le Club des ex (The First Wives Club) de Hugh Wilson : Elise Elliot
- 1996 : Tout le monde dit I love you (Everyone Says I Love You) de Woody Allen : Steffi Dandridge
- 1999 : Escapade à New York (The Out-of-Towners) de Sam Weisman : Nancy Clark
- 2001 : Potins mondains et Amnésies partielles (Town & Country) de Peter Chelsom : Mona Miller
- 2002 : Sex fans des sixties (The Banger Sisters) de Bob Dolman : Suzette
- 2013 : Phinéas et Ferb (Phineas and Ferb) : Peggy McGee (voix)
- 2017 : Larguées (Snatched) de Jonathan Levine : Linda Middleton
- 2018 : Les Chroniques de Noël : la Mère Noël (caméo)
- 2020 : Les Chroniques de Noël 2 (The Christmas Chronicles 2) de Chris Columbus : la Mère Noël

### Productrice
- 1980 : La Bidasse (Private Benjamin)
- 1984 : Protocol
- 1986 : Femme de choc (Wildcats)
- 1990 : My Blue Heaven
- 1995 : Amour et Mensonges (Something to Talk About)
- 1997 : Hope (téléfilm)
- 2001 : When Billie Beat Bobby (en) (téléfilm)
- 2002 : The Matthew Shepard Story (téléfilm)

### Comme réalisatrice
- 1997 : Hope (téléfilm)

## Distinctions

### Récompenses
- Oscars 1970 : Oscar du meilleur second rôle féminin pour Fleur de cactus
- Golden Globes 1970 : Golden Globe de la meilleure actrice dans un second rôle pour Fleur de cactus

### Nominations
- BAFTA 1971 : meilleure actrice pour Fleur de cactus et Une fille dans ma soupe
- Oscars 1981 : Oscar de la meilleure actrice pour La Bidasse

## Anecdotes
- En 1970, n'étant pas présente à la cérémonie des Oscars, c'est Raquel Welch qui prend l'Oscar à sa place.
- Elle a inspiré la chanson PCV d'Yves Rénier avec qui elle venait de rompre.
- Entre 1992 et 1994, elle passe le plus clair de son temps auprès de sa mère, qui meurt en 1994.

## Voix françaises
En France, Monique Thierry (décédée en juillet 2021) a été la voix française régulière de Goldie Hawn de 1976 à 2001. 
| - Monique Thierry dans : - La Duchesse et le Truand - Drôle d'embrouille - Voyage avec Anita - La Bidasse - Best Friends - Un couple à la mer - Comme un oiseau sur la branche - Trahie - Fais comme chez toi ! - CrissCross - La mort vous va si bien - Tout le monde dit I love you - Le Club des ex - Escapade à New York - Potins mondains et Amnésies partielles | - Virginie Ledieu dans : - Swing Shift - Les Chroniques de Noël - Les Chroniques de Noël 2 Et aussi - Cécile Vassort dans Fleur de cactus - Danièle Lebrun dans Dollars - Michèle Bardollet dans Sugarland Express - Annie Sinigalia dans Shampoo - Maïk Darah dans Protocol - Anne Rochant dans Femme de choc - Manoëlle Gaillard dans Sex fans des sixties - Marie Vincent dans Larguées |